# Sylabizm
Sylabizm – najstarszy system numeryczny wiersza, wywodzący się ze średniowiecznego wiersza intonacyjno-zdaniowego.
Konstanty wersyfikacyjne:
- izosylabizm – stała liczba sylab w poszczególnych wersach.
- paroksytoniczna klauzula – akcent pada na przedostatnią zgłoskę w wyrazie kończącym wers.
- średniówka w wersach dłuższych niż 8-zgłoskowe.

Tendencja wersyfikacyjna:
- paroksytoniczna średniówka – akcent pada na przedostatnią zgłoskę w wyrazie przedśredniówkowym.

W poezji polskiej sylabizm to drugi chronologicznie system wersyfikacyjny po średniowiecznym wierszu intonacyjno-zdaniowym. Bliska izosylabizmu jest poezja Biernata z Lublina, reprezentując sylabizm względny. Dojrzałą postać wiersza sylabicznego ukształtował Jan Kochanowski, u którego występuje średniówka w środku wersu oraz rym żeński w klauzuli wersu. Od renesansu po oświecenie sylabizm jest głównym systemem wiersza polskiego. W okresie romantyzmu na materiale sylabizmu ukształtuje się sylabotonizm jako trzeci chronologicznie system wiersza polskiego.
Najpopularniejsze rozmiary wersu w wierszach sylabicznych to: trzynastozgłoskowiec (częsty w epice), jedenastozgłoskowiec i ośmiozgłoskowiec.
Sylabizm jako podstawowy system wersyfikacyjny występuje na przykład w literaturze francuskiej i serbskiej. W poezji francuskiej najważniejszym wzorcem jest aleksandryn, czyli dwunastozgłoskowiec ze średniówką pośrodku (6+6). Natomiast w poezji serbskiej podstawowym formatem jest dziesięciozgłoskowiec ze średniówką po sylabie czwartej. W poezji czeskiej – jak podaje Jacek Baluch – występował od XIV wieku. W XIX wieku ustąpił miejsca sylabotonizmowi, ale pozostał w poezji ludowej i dziecięcej.